# Adolf Jülicher
Gustav Adolf Jülicher (* 26. Januar 1857 in Falkenberg bei Berlin; † 2. August 1938 in Marburg) war ein deutscher evangelischer Theologe, der zu Themen des Neuen Testaments sowie der Kirchengeschichte forschte. Bekannt wurden vor allem sein mehrmals aufgelegtes Lehrbuch Einleitung in das Neue Testament sowie seine Darstellung der Gleichnisreden Jesu.

## Leben
Adolf Jülicher wurde am 26. Januar 1857 in Falkenberg geboren. Er wuchs in einer strenggläubigen Familie auf: Sein Vater, Friedrich Jülicher, war von Beruf Lehrer in einem Jungenheim und neigte in seinen religiösen Anschauungen zum Pietismus. Seine Mutter war Karoline Paege. Aufgrund einer Verletzung durch einen Eisenbahnunfall wurde seine Gehfähigkeit, neben einem Geburtsfehler, zusätzlich erschwert. Von 1867 bis 1875 durchlief Jülicher das Knabenkonvikt Paulinum in Berlin-Dahlem. Danach studierte er an der Berliner Friedrich-Wilhelms-Universität evangelische Theologie. Seine Dozenten waren hier unter anderen August Dillmann, Otto Pfleiderer und Bernhard Weiß. Seine Promotion erfolgte im Jahre 1880 in Halle (Saale) mit einer Arbeit zum Alten Testament (Die Quellen von Exodus I–VII,7).
Nach dem Studium predigte Jülicher seit 1882 am Friedrichs-Waisenhaus Rummelsburg. Parallel zu dieser Tätigkeit schrieb er an einer Arbeit über Die Gleichnisreden Jesu, nunmehr also eine neutestamentliche Studie. 1886 erhielt er für die Arbeit bei der Theologischen Fakultät der Berliner Universität den akademischen Grad eines Lic. theol. und damit die Lehrbefugnis. 1887 wurde er Privatdozent in Berlin und habilitierte sich mit einer Arbeit zur Kirchengeschichte. 1888 wurde Jülicher dann auf eine außerordentliche Professur an der Universität Marburg berufen; 1889 wurde er Ordinarius für Neues Testament und Kirchengeschichte. 1897 lehnte Jülicher einen Ruf an die Universität Heidelberg ab. Als späterer Rektor der Universität Marburg wie als mehrmaliger Dekan der Theologischen Fakultät setzte er sich dort kritisch mit der Berufungspolitik des preußischen Kultusministeriums auseinander und ergriff als evangelischer Republikaner Partei in strittigen Fragen der Kirchen- wie der allgemeinen Politik. Ferner war er von 1910 bis 1923 Ephorus der Hessischen Stipendiatenanstalt.
In der Folgezeit veröffentlichte er zahlreiche, teilweise sehr einflussreiche Arbeiten zum Neuen Testament und zur Kirchengeschichte. Seine Einleitung in das Neue Testament wurde über Jahrzehnte in der Lehre benutzt; seine Gleichnisreden Jesu wurden immer wieder neu gedruckt. Daneben schrieb er zahlreiche Rezensionen und fast 300 kirchengeschichtliche Artikel für Paulys Realencyclopädie der classischen Altertumswissenschaft (RE). Jülicher war ein exponierter Vertreter der historisch-kritischen Methode, dem es gelang, der Theologie zu neuer Anerkennung in der wissenschaftlichen Welt zu verhelfen. 1923 wurde er emeritiert, arbeitete aber trotz seiner Erblindung 1925 unermüdlich weiter an seinen Studien, zuletzt vor allem an einer Ausgabe des Neuen Testaments nach der altlateinischen Überlieferung, deren erste Ausgabe er noch erleben konnte. Er starb am 2. August 1938 in Marburg.

## Schriften
- Die Quellen von Exodus I–VII,7. Diss. phil., Halle 1880.
- Die Gleichnisreden Jesu:
  - Band 1, Freiburg 1886 (Neuauflagen 1888, 1899; Nachdrucke 1910, 1963, 1969, 1976).
  - Band 2, Freiburg 1899 (Nachdrucke wie Band 1).
- Einleitung in das Neue Testament. Freiburg 1894 (Neuauflagen 1901, 1906, 1913, 1919, 1921, 1931 (neubearbeitet in Verbindung mit Erich Fascher); englische Übersetzung 1904). Digitalisat
- Moderne Meinungsverschiedenheiten über Methode, Aufgabe und Ziele der Kirchengeschichte : Rede, gehalten beim Antritt des Rektorats am 13. Oktober 1901 (= Marburger akademische Reden. Band 5). Elwert, Marburg 1901 (Digitalisat).
- Neue Linen in der Kritik der evangelischen Uberlieferung. Alfred Töpelmann, Gießen 1906.
- Die Religion Jesu und die Anfänge des Christentums bis zum Nicaenum. 2., stark vermehrte und bearbeitete Auflage. Teubner, Leipzig 1909.
- mit Heinrich Holtzmann und Walter Bauer: Lehrbuch der neutestamentlichen Theologie. 2., neu bearbeitete Auflage. Mohr, Tübingen 1911.
- als Herausgeber: Vincenz von Lerinum: Commonitorium pro catholicae fidei antiquitate et universitate adversus profanas omnium haereticorum novitates. 2., durchgesehene Auflage. Tübingen 1925 (Nachdruck: Minerva, Frankfurt 1968).
- als Herausgeber: Itala. Das Neue Testament in altlateinischer Überlieferung nach den Handschriften. 4 Bände. Durchgesehen und zum Druck besorgt von Walter Matzkow und Kurt Aland. 1938ff.; 2., verbesserte Auflage. de Gruyter, Berlin 1970.